# Anthropology (storia a fumetti)
Anthropology è la ventiseiesima storia a fumetti di Valentina, celebre personaggio creato da Guido Crepax. La storia è ambientata in Jugoslavia e contiene flashback in cui viene raccontato l'incontro tra la nonna di Valentina e Corto Maltese. Lo stesso anno Hugo Pratt realizza Favola di Venezia, in cui anch'egli racconta questo incontro.

## Trama
Valentina, Philip e Mattia sono in vacanza in Jugoslavia. Fin dall'inizio, un'atmosfera di mistero avvolge le loro giornate al mare: un uomo sconosciuto sembra osservarli, e Valentina racconta di un sogno su Corto Maltese, una figura che le è familiare dai racconti della madre.
Nei giorni successivi, le stranezze diventano sempre più evidenti, soprattutto per quanto riguarda Philip. Al mare, scompare ogni volta che fa il bagno, tornando a casa inspiegabilmente stanco. Valentina nota un particolare: la sua barba è sempre rasata, nonostante il rasoio non venga usato. Questi indizi portano Valentina a sospettare che Philip la stia tradendo con una ragazza del posto, soprattutto dopo averla vista in paese. Una notte, Valentina sogna di giocare a tennis con questa ragazza, usando uova al posto delle palline.
Determinata a scoprire la verità, Valentina si reca alle grotte vicino alla spiaggia per cogliere Philip in flagrante. Lì, si imbatte in una scena surreale: alcuni Sotterranei stanno lavando Philip e radendogli la barba con la pietra pomice. L'arrivo di un Sotterraneo ermafrodito li coinvolge tutti in uno strano rituale. Al ritorno a casa, Valentina affronta Philip, temendo che lui voglia lasciarla per altre avventure come Corto Maltese aveva fatto con sua nonna, ma lui la rassicura.
La narrazione si sposta poi sul passato, rivelando la storia di sua nonna, Louise Brookszowyc. Louise, figlia di un ufficiale imperiale e di un'ebrea polacca, ebbe una breve ma intensa relazione con Corto Maltese a Venezia, prima che lui dovesse ripartire. La madre di Valentina, a sua volta, non era sicura che il marinaio fosse suo padre, non avendolo mai conosciuto.

## Personaggi

### Valentina Rosselli
Durante la vacanza in Jugoslavia, Valentina affronta la paura di perdere Philip, paragonandosi a sua nonna che era stata abbandonata da Corto Maltese.

### Philip Rembrandt
Philip in questa vicenda ha molti comportamenti bizzarri, che portano Valentina a dubitare della sua fedeltà; in realtà molte situazioni sono frutto della fantasia di Valentina, dovuta alla paura dell'abbandono.

### Corto Maltese
Il celebre marinaio creato da Hugo Pratt appare in un flashback che mostra la relazione avuta con la nonna di Valentina, instillando il dubbio (volutamente non chiarito dagli autori) che Valentina sia sua nipote.

## Pubblicazioni
- linus gennaio/luglio 1978[2][3][4][5][6][7][8]
- Milano Libri (Il ritratto di Valentina) marzo 1979
- Milano Libri (E Valentina va ...) dicembre 1994
- RCS (Volume 9) 2007
- Mondadori (Volume 10) 2015